# パラレルワールド・ラブストーリー
『パラレルワールド・ラブストーリー』は、東野圭吾による小説、およびそれを原作とした日本映画。
1995年2月、中央公論社より単行本が、1998年3月に講談社文庫版が発売。累計発行部数は110万部。

## 登場人物
敦賀 崇史（つるが たかし）
総合コンピュータメーカー「バイテック社」に勤務。
現在は同社の研究・教育機関である「MAC技科専門学校」に在籍。
三輪 智彦（みわ ともひこ）
崇史と中学から大学院まで一緒で親友。足が悪く内向的。頭が良く切れる。
記憶パッケージ研究班。「MAC技科専門学校」に在籍。
津野 麻由子（つの まゆこ）
美人。「MAC技科専門学校」の研究員。
智彦の恋人で、崇史の恋人でもある。
桐山 景子
「MAC技科専門学校」に在籍。崇史と同期入社。
須藤
「MAC技科専門学校」の教官。
小山内
「MAC技科専門学校」の教官。
篠崎 伍郎
「MAC技科専門学校」に在籍。
津野麻由子とは同期入社の間柄。
夏江
崇史の遊び仲間。
柳瀬
「MAC技科専門学校」に在籍。
直井 雅美
篠崎伍郎の恋人。

## 書誌情報
- 単行本：1995年2月[1]、中央公論社、ISBN 978-4-12-002400-9
- ノベルズ：1997年2月、C★NOVELS、ISBN 4-12-500459-5
- 文庫本：1998年3月13日発売[2]、講談社文庫、ISBN 978-4-06-263725-1

## 映画
2019年5月31日に全国公開。監督は森義隆、主演は玉森裕太（Kis-My-Ft2）。
原作者の東野は本作品に「完成した映画を観てうなりました。複雑な構造を持ったストーリーから逃げることなく、見事に真っ向勝負した作品でした。きっと多くの人が、この映画に翻弄されることでしょう」とコメントしている。

### キャスト
- 敦賀崇史：玉森裕太
- 三輪智彦：染谷将太
- 津野麻由子：吉岡里帆
- 小山内譲 : 筒井道隆
- 桐山景子 : 美村里江
- 篠崎伍郎 : 清水尋也
- 柳瀬礼央 : 水間ロン
- 岡田夏江 : 石田ニコル
- 須藤隆明 : 田口トモロヲ

### スタッフ
- 原作：東野圭吾「パラレルワールド・ラブストーリー」（講談社文庫）
- 監督：森義隆
- 脚本：一雫ライオン
- 音楽：安川午朗
- 主題歌：宇多田ヒカル「嫉妬されるべき人生」（Epic Records Japan）[7]
- 製作代表：大角正、今村司
- エグゼクティブプロデューサー：吉田繁暁、伊藤響
- プロデューサー：石田聡子、飯沼伸之、橋口一成、浅岡直人
- 共同プロデューサー：福島聡司
- 撮影：灰原隆裕
- 照明：水野研一
- 美術：安宅紀史
- 録音：田中靖志
- 編集：今井剛
- 視覚効果：松本肇
- 装飾：坂本朗
- サウンドエフェクト：北田雅也
- スタイリスト：勝俣淳子、村上利香
- ヘアメイク：竹下フミ
- 宣伝プロデューサー：櫻糀恵介
- 音楽プロデューサー：高石真美
- 助監督：東條政利
- 製作担当：根津文紀
- 制作プロダクション：AOI Pro.
- 制作協力：松竹撮影所
- 企画・配給：松竹
- 製作幹事：松竹、日本テレビ放送網
- 製作：「パラレルワールド・ラブストーリー」製作委員会（松竹、日本テレビ放送網、バップ、ジェイ・ストーム、講談社、読売テレビ放送、AOI Pro.、イオンエンターテイメント、札幌テレビ放送、宮城テレビ放送、静岡第一テレビ、中京テレビ放送、広島テレビ放送、福岡放送）

### 受賞
- 第43回日本アカデミー賞[8]
  - 新人俳優賞 - 吉岡里帆